# Región mixteca oaxaqueña
La región mixteca oaxaqueña es una de las ocho regiones de Oaxaca, ubicada al norte de Oaxaca. Los mixtecos formaron una de las civilizaciones más importantes de Mesoamérica, sobrevivieron a la Conquista española y fomentaron una impresionante tradición sincrética mixteco-europea que perdura hasta la fecha.

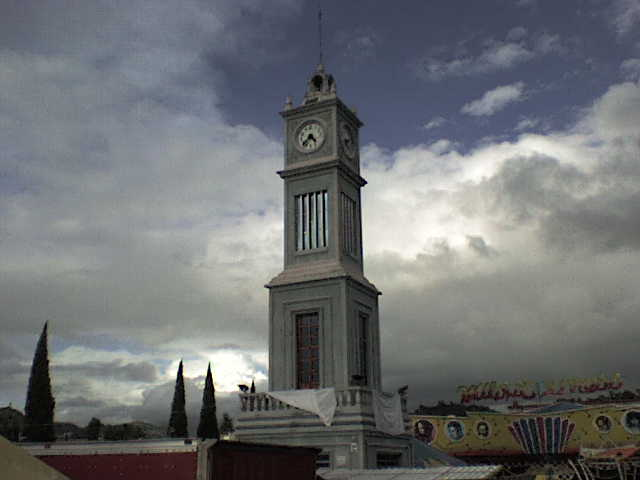
Tlaxiaco es la segunda ciudad en cuanto a población

La Región de la Mixteca Oaxaqueña, colinda con los estados de Puebla y Guerrero, con la Región de la Cañada al este, al sureste con Los Valles Centrales y al sur con la Sierra Sur. En Oaxaca, La Mixteca ocupa 155 municipios agrupados en siete distritos: Silacayoapan, Huajuapan, Coixtlahuaca, Juxtlahuaca, Teposcolula, Nochixtlán y Tlaxiaco.
Huajuapan es la ciudad más poblada, seguida de Tlaxiaco. Estas dos ciudades encabezan el movimiento por la recuperación de su legado, dentro de todo el contexto oaxaqueño.

## Demografía
En la región mixteca de Oaxaca habitan 469,601 personas: 220,164 hombres y 249,437 mujeres. A nivel nacional se registraron cinco variantes de la lengua mixteca con un total de 386,874 hablantes de mixteco. El 77.4% de estas personas vive en localidades rurales, pequeñas y dispersas con menos de 2,500 habitantes. 
El 9% de la población entre 3 y 14 años no asiste a la escuela, mientras que 12% no sabe leer ni escribir; de esta población el 70% son mujeres que habitan en municipios preponderantemente indígenas.

## Lengua
Las lenguas indígenas que se hablan en La Mixteca, además del mixteco, son el porfirio, el amuzgo, el chocho, el nahua y el ixcateco; en zonas colindantes: el popoloca, al norte; el nahua y el mazateco, al noreste; el cuicateco y el zapoteco, al este; el chatino al sureste, y el tlapaneco al oeste del estado. 
La población de 3 años y más que hablan alguna lengua indígena  es el 42.8%, superior al promedio estatal (35%).

## Actividades
La Mixteca se caracteriza por una diversificada producción artesanal. Se manufacturan pozahuancos, jícaras, máscaras, jarciería, textiles en algodón y lana como: servilletas, cobijas, huipiles, morrales, ceñidores, refajos, bordados, camisas, cotones, rebozos y enredos de lana, cestería de carrizo y de palma, muebles, velas, cerámica de diversos barros para distintos fines, talabartería, cohetes, cuchillos, herrería, metates, escobas y sombreros finos de palma procedente del Istmo y el resto de palma criolla recolectada en la región. 
Las prendas textiles y la alfarería son artesanías que las mujeres hacen en sus tiempos libres. Los hombres se dedican a la jarciería, la herrería, la carpintería, la cuchillería o la talabartería. El trabajo artesanal se realiza en el ámbito doméstico. Los niños comienzan a aprenderlo cerca de los seis años. Por su importancia en la economía regional, el trabajo artesanal de la palma merece una referencia especial. Se fabrican sombreros, petates, tenates, monederos, juguetes, escobas, bolsos de mano, etcétera. Para este trabajo ha habido apoyos gubernamentales para conseguir crédito y se ha fundado un fideicomiso. 
Los principales productos agrícolas de la región son el maíz, el frijol y la calabacita. 

## Organización Social
La familia mixteca es básicamente nuclear, con apego patrilineal, aunque existen excepciones cuando se trata de familiares cercanos, huérfanos o en desgracia. Sin embargo, el patrón migratorio ha influido en la reagrupación familiar, pues los hombres pasan largos períodos fuera de la casa. La autoridad municipal se ejerce durante un año solamente. Los cargos judiciales son los de síndico y alcaldes, que se desempeñan además como Ministerio Público y jueces respectivamente. 
A nivel agrario existen comisariados ejidales y/o de bienes comunales. Los pequeños propietarios tienen autonomía dentro de sus predios. El Consejo de Ancianos tiene importancia en algunos pueblos, aunque en otros prácticamente ha desaparecido. Los cargos escalafonarios además de los municipales son de tipo religioso: mayordomos, rezadores, sacristanes y presidente de la iglesia. En la costa aún se conservan las cofradías en algunos lugares.

## Fiestas
Hay fiestas civiles relacionadas con el ciclo de vida: bodas, bautizos y funerales; o bien, con el calendario religioso. Las fiestas patronales son las más importantes en cada pueblo, aunque algunas son de carácter general en la región, tal es el caso del Año Nuevo, la Candelaria, Carnaval en Semana Santa, la Santa Cruz, Todos Santos, Posadas y Navidad. Asimismo, destaca el día dedicado a "El señor de los corazones" el 23 de julio, el día 24 de julio sale a recorrer las principales calles de la H.CD de Huajuapan de León, en las cuales se elaboran tapetes de aserrín con diferentes figuras. Históricamente más tradicional es también la fiesta titular de la Heroica Ciudad de Tlaxiaco el tercer domingo de octubre, aunque la fiesta religiosa se celebre en agosto 15 por la Virgen de la asunciòn. 

## Historia

### Época Prehispánica.

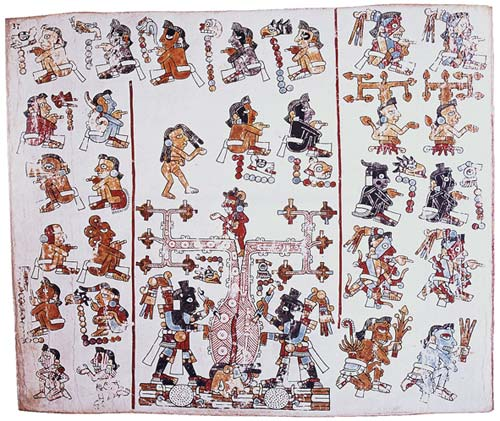
Lámina 37 del Códice Vindobonensis. La escena central representa, supuestamente, el origen de los mixtecos a partir de un árbol que engendró a los ancestros de este pueblo.

#### Periodo Preclásico
Hacia 5000 ANE grupos de cazadores-recolectores habitaban ya en la Baja y la Alta Mixteca. Esta etapa de la historia del pueblo mixteco corresponde con la Fase Cruz en la Mixteca Alta, las fases Pre-Ñudée y Ñudée en la Mixteca Baja y la fase Charco en la Costa, que se encontraron básicamente en una etapa formativa, dado que aún no contaban con grandes núcleos poblacionales.

#### Periodo Clásico
En el periodo clásico, la influencia cultural teotihuacana hace sentir en toda la región, El Clásico es sinónimo de urbanismo y del Estado político en Mesoamérica. Los cuatro centros más importantes y representativos de la “revolución urbana” en la Mixteca fueron Yucuita, Monte Negro, Cerro Jazmín (Yanhuitlán) y Huamelulpan. 
Más tarde, alrededor de 300 ANE, encontramos la época urbana bien establecida en sitios como Yucuñudahui, Cerro de la Virgen y El Tambor (ambos en Tlaxiaco), Yucudzahui (Huamelulpan), Tixa y Yucunindee (ambos en Teposcolula), Cerro Nata y Río Poblano (ambos en Coixtlahuaca) y Cerro de las Minas (Huajuapan). La Mixteca se caracteriza por un patrón de cerca de dos docenas de ciudades de tamaño mediano, todas limitadas a una población de no más de 12 000 habitantes.

#### Periodo Posclásico
El apogeo y la culminación de la cultura mixteca prehispánica tuvieron lugar entre 950 y 1520. Entre los elementos más importantes de la cultura mixteca son: la organización política; el sistema de estratificación en tres grandes clases sociales: reyes (yya tnuhu o yya toniñe), nobles (tay toho) y gente común (tay ñuu o tay yucu, incluidos terrazgueros o tay situndayu). Se desarrolló la escritura plasmada en hermosos códices, objetos y monumentos; la ciencia astronómica y los calendarios; un arte delicado plasmado en pintura, cerámica, concha en miniatura y orfebrería. Contaban una notable tecnología agrícola, que incluye la ampliación y uso del gran sistema de terrazas coo-yuu; un patrón económico de mercados regionales abastecido por un comercio de mayores distancias, pues a partir del Posclásico, los mixtecos tuvieron contactos más amplios con otros pueblos de la región oaxaqueña, incluso a pesar de las diferencias lingüísticas y étnicas. Es especial el caso de las relaciones entre mixtecos y zapotecos, ya demostrada desde épocas anteriores, pero ahora más intensa. Estas relaciones no eran solamente resultado de su vecindad en la misma región, tenían propósitos económicos y políticos. Y este progreso da como resultado a uno de los asentamientos más grandes de la Mixteca y una de las ciudades mayores de Mesoamérica: Coixtlahuaca.
A la llegada de los españoles, una parte importante de la Mixteca se encontraba bajo dominio de los mexicas, y los mixtecos habían establecido algunas alianzas militares con los zapotecos, que les permitieron resistir como un pueblo independiente en los confines de sus respectivos territorios, como es el caso de Guiengola, una fortaleza donde los mexicas fueron definitivamente derrotados por una coalición de zapotecos y mixtecos.

### Época Colonial
En lugar de una confrontación violenta prolongada (como en otras partes de México) durante las primeras décadas de la colonia, se dio una adaptación mutua entre dos culturas. De este convenio existen: 
- La coexistencia de los idiomas mixteco y español en la región.
- La persistencia de mercados y tecnología agrícola (como las plantas prehispánicas o el sistema de terrrazascoo-yuu), así como de indumentaria e implementos indígenas combinados con elementos europeos introducidos en toda la región.
- El sistema político-administrativo introducido por los españoles pero adaptado a costumbres locales, como los consejos indígenas tradicionales.
- En los grandes edificios religiosos se expresaron costumbres y creencias españolas y mixtecas a la vez, tal es el caso de los conventos y templos de Yanhuitlán, Teposcolula o Coixtlahuaca.
- La adaptación del patrón español de planeación urbana a los pueblos y ciudades prehispánicos, como se refleja en las recientes excavaciones en Yucundaa, y en pueblos y ciudades de la región como Teposcolula, Tlaxiaco o Coixtlahuaca, en la Mixteca Alta; San Pedro y San Pablo Tequixtepec, Santiago Huazolotitlan, Silacayoapan o Tecomaxtlahuaca, en la Mixteca Baja; Tututepec, Jamiltepec o Jicayan, en la Mixteca de la Costa.

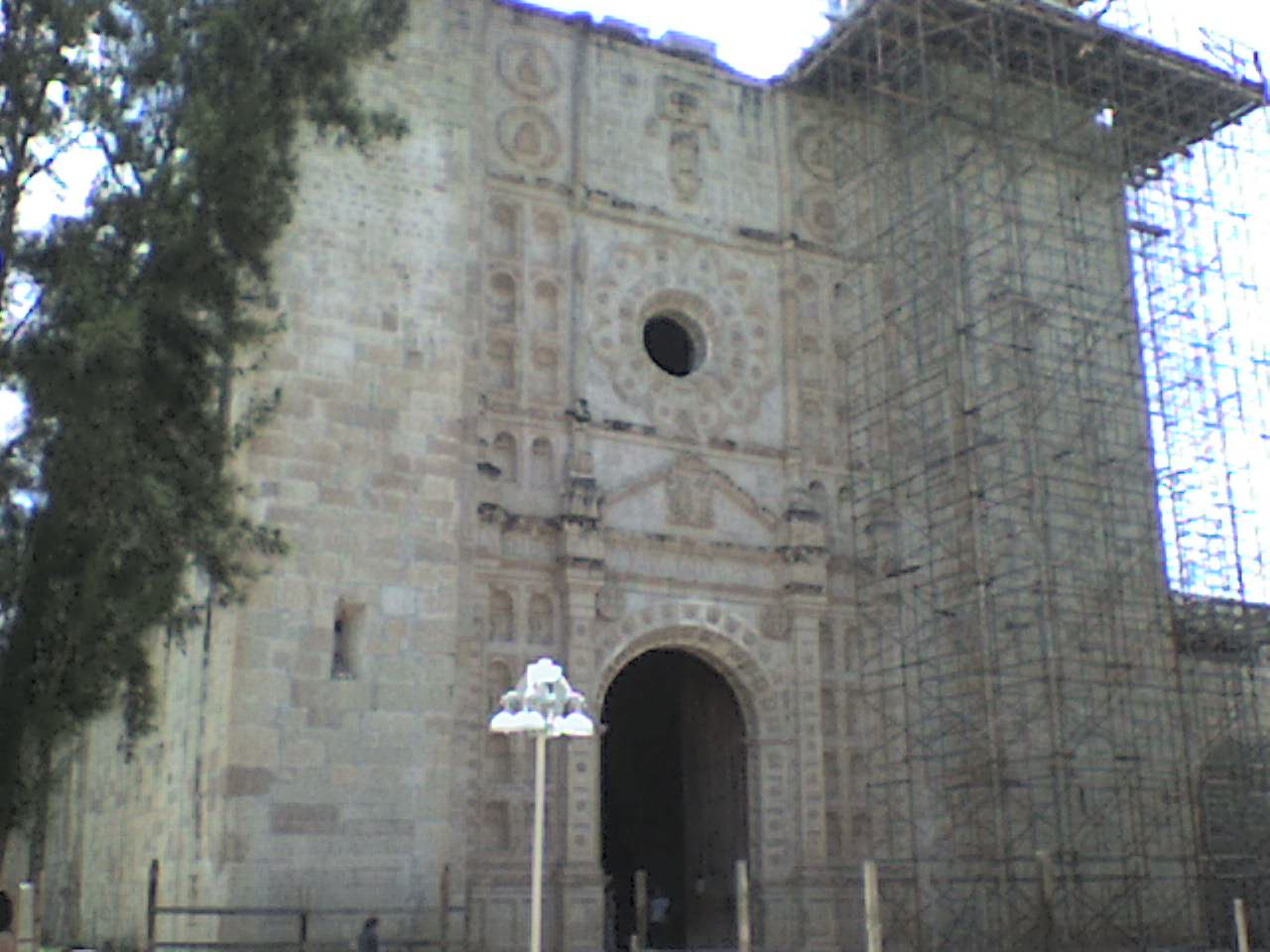
Exconvento de Coixtlahuaca

Cuando los españoles llegaron a territorio mixteco observaron que estas tierras y el clima eran apropiados para la crianza de animales domésticos y para el cultivo de plantas de procedencia europea. Entre lo más importante, trajeron a la mixteca los ganados caprino y ovino y al trigo, legumbres, nueces y frutos; además, lograron una importante producción de cochinilla y seda.
Para la década de 1550, al cultivo de maíz, frijol y calabaza, se había agregado la siembra de trigo. La renovación agrícola y ganadera trajo importante crecimiento económico que en casi nada elevó la forma de vida de los mixtecos.
En el sistema colonial, continuaron los estilos tradicionales de producción, comercialización y entrega de tributo, aunque estos con marcadas modificaciones. La actividad económica fue acrecentada y controlada eficientemente por los españoles, quienes siempre cuidaban los intereses de la Corona, la iglesia y los operadores particulares. La productividad mixteca fue explotada por administradores españoles, encomenderos, comerciantes y clérigos, estos últimos encargados de adiestrar a los mixtecos en el uso de la nueva tecnología española.
Ellos también promovieron la formación de cajas de comunidad que eran cofres grandes donde los pueblos guardaban bajo tres llaves el dinero colectivo. Este dinero tenía como fin la satisfacción de las necesidades de los templos católicos. Aun así, los caciques también seguían teniendo su gran parte de los fondos para sus propias actividades.
Las empresas comunales más famosas fueron la cría del ganado menor, el cultivo de trigo y la sericultura, siendo esta última de gran interés para los mixtecos. Después de alimentar al gusano, era separado de su capullo donde posteriormente las mujeres lo transformaban en telas finas como el raso, el terciopelo y la misma seda. Durante 1540 a 1580, la seda proporcionó a las comunidades mixtecas cuantiosos ingresos con los que pudieron construir sus templos, adornarlos con hermosos retablos, celebrar las fiestas de sus Santos y sostener hospitales.
La población de origen español se acentuaba principalmente en la ciudad de Oaxaca, aunque el segundo sitio de importancia era Huajuapan; ahí vivían 300 familias de origen español.

### Independencia

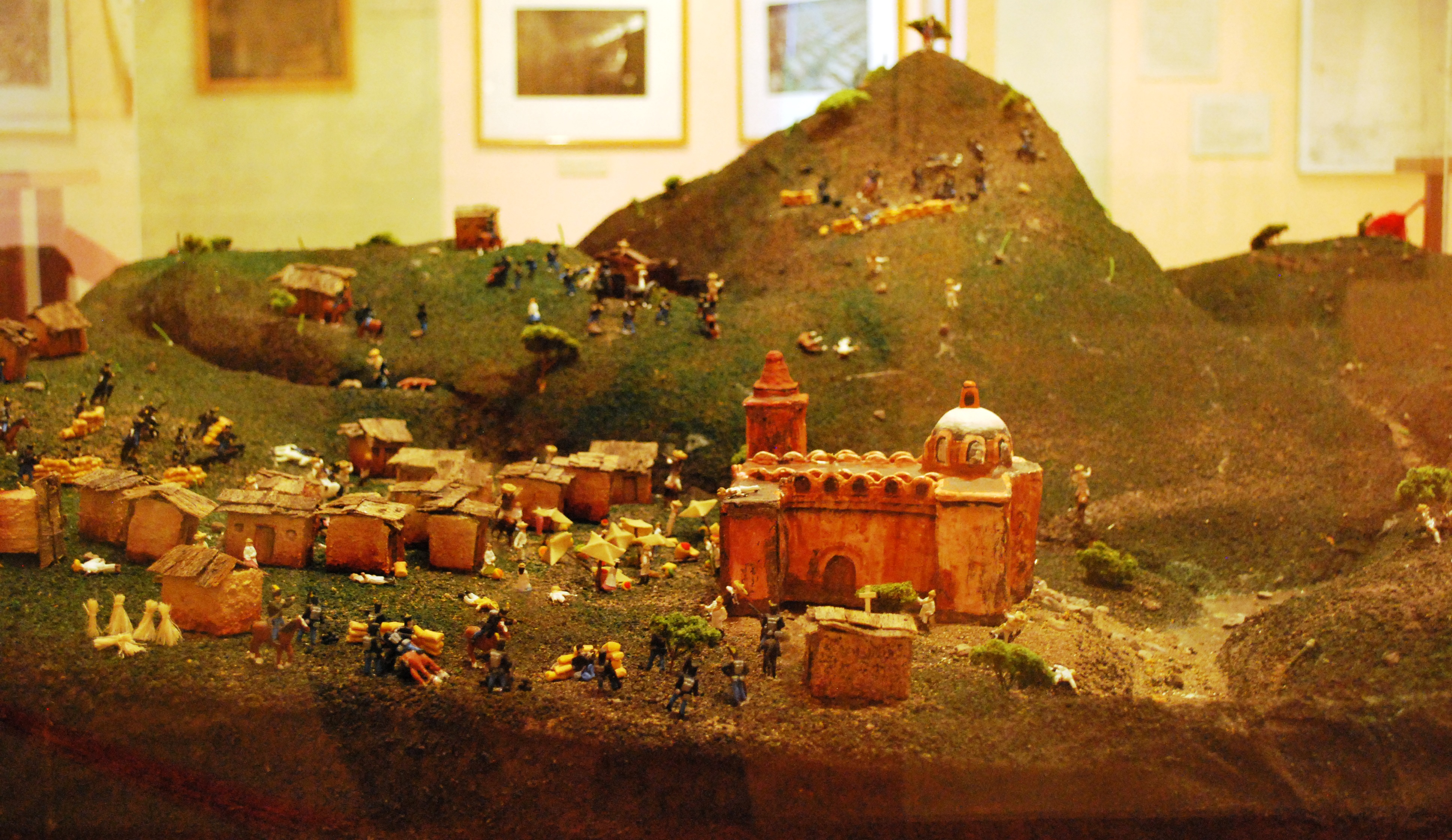
Maqueta que muestra el sitio de Huajuapan. MureH

Durante la etapa de iniciación, en la mixteca no hubo prácticamente ningún movimiento, pero durante la etapa de organización, con las campañas de Morelos, aumentó la participación de esta región. Mientras Morelos preparaba su plan para avanzar sobre Oaxaca, en la Mixteca destaca el caso de Valerio Trujano, quien se levantó en armas y puso algunas derrotas a los realistas. Posteriormente entró en conversaciones con Morelos, quien le ordenó unirse a Miguel Bravo con el objetivo de tomar Oaxaca. Sin embargo la tarea era difícil, había que pasar por la Mixteca. En este largo camino, las tropas comandadas por Trujano escenificaron uno de los momentos clave en la lucha de la independencia. El suceso tuvo lugar en Huajuapan, donde su ejército soportó el sitio que las tropas realistas les impusieron desde principios del mes de abril hasta principios del mes de julio de 1812. Gracias al auxilio que recibieron, las tropas de Trujano salieron victoriosas de resistir el sitio más largo de la independencia con 111 días, el sitio de Huajuapan. Sin embargo Trujano muere a fines de ese año, pero sus acciones de guerra en la Mixteca, sirvieron para que las tropas encabezadas por Morelos pudieran tomar Oaxaca. Después de la publicación del plan de iguala, en Huajuapan el general Antonio de León, se sumó a este plan, por ende, uniendo a la Mixteca.

### República de México
Durante el imperio de Iturbide, los mixtecos manifestaron su inconformidad, mostrándose por ejemplo cuando se hizo prisionero al intendente de Oaxaca encabezando esta toma por De León nuevamente, llegando incluso a ser gobernador en 1842.
En la Constitución de Oaxaca de 1825 se dividió al estado en ocho departamentos y tres de ellos correspondían a La Mixteca. Al triunfo de los liberales, la región renació económica y socialmente. Se fundaron escuelas, se reabrieron minas, se mejoraron caminos, etcétera, medidas todas encaminadas a “civilizar” a los “atrasados” mixtecos.De 1843 a 1857 existieron varias rebeliones mixtecas por malestares causados por las reformas liberales.
En el gobierno de Benito Juárez de 1847, llevó al levantamiento de una carta geográfica de Oaxaca, quedando ya ubicada la mixteca. 
En 1843 se abrió una escuela de Estudios Preparatorios en Tlaxiaco, dependiente del Instituto de Ciencias y Artes de Oaxaca dando una mayor oferta educativa a los mixtecos.
La Mixteca volvería a parecer en el escenario, durante las incursiones francesas, durante el breve imperio de Maximiliano.
En el verano del 1863, una incursión de franceses y mexicanos partidarios cayó sobre Huajuapan y Tlaxiaco estableciendo un cerco militar en la zona. Para poder tomar el valle de Etla, el general Francés Aquiles Bazaine, hizo que se mejoraran los caminos de la Mixteca, para permitir el paso de cañones. Porfirio Díaz haría lo posible para liberar a la región, en 1866 amargaba a los franceses con victorias en Huajuapan y Tlaxiaco.

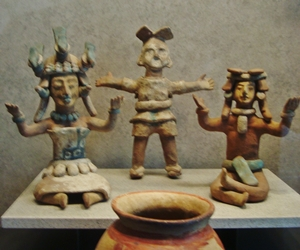

### Porfiriato

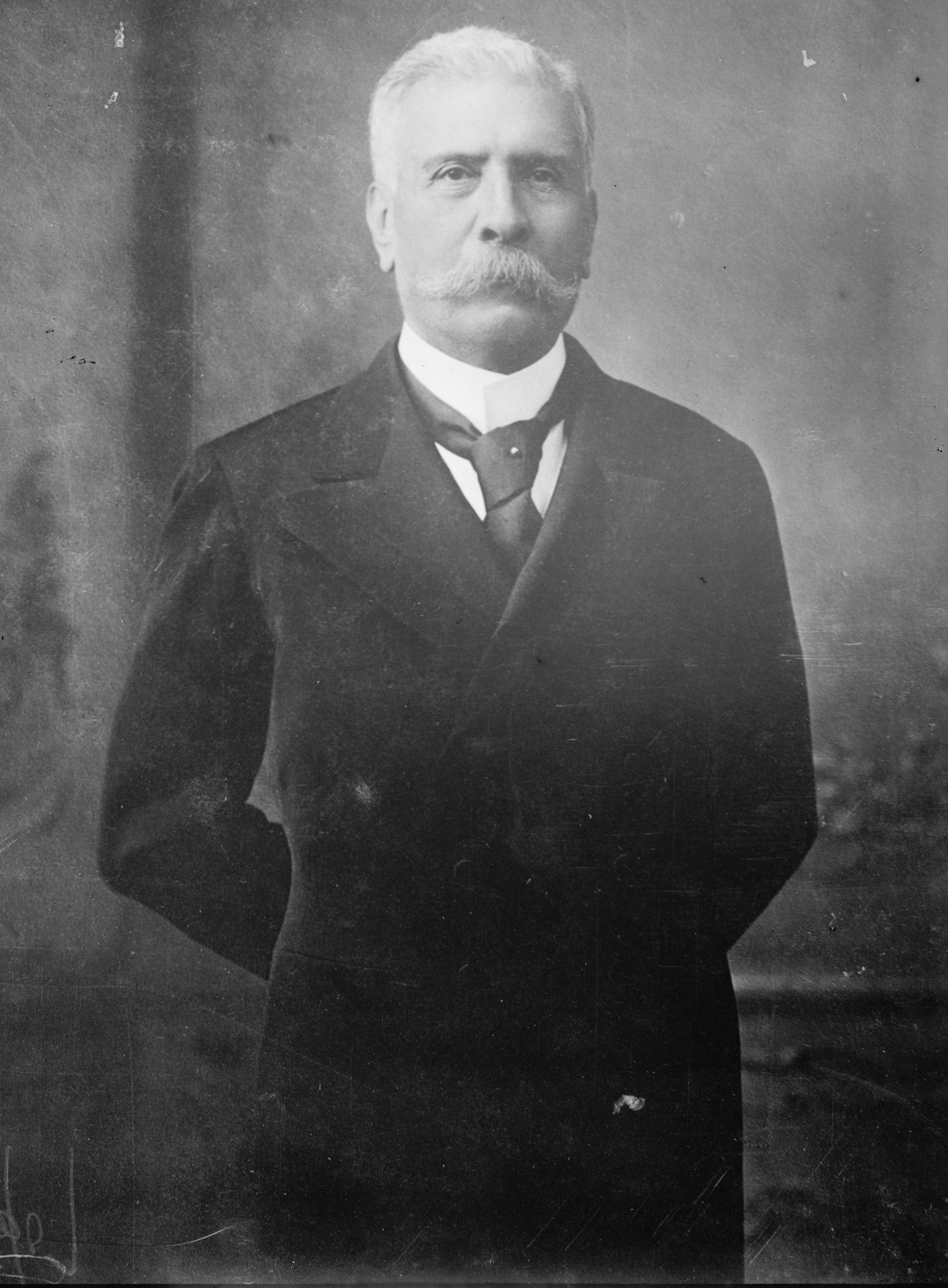
Porfirio Díaz

Cuando este caudillo se levantó en armas con el Plan de la Noria en 1871, los mixtecos le apoyaron decididamente, en especial en el distrito de Silacayoapan. Lo mismo ocurrió en 1876, cuando se publicó el plan de Tuxtepec. Este apoyo sería recompensado, pues “el progreso” y sus modas llegaron a las poblaciones más grandes de la región, como es el caso de Huajuapan y Nochixtlan. De esta manera, durante este periodo se consolidó la principal actividad de los mixtecos, el comercio. Tal es así que las oficinas del banco Oriental de México estableció oficinas en Tlaxiaco, que por esa época se le llamaba "El Paris Chiquito" por el tamaño de su comercio, la aristocracia que lo habitaba y las frecuentes visitas de la familia Díaz.

### Revolución Mexicana
La participación de los mixtecos en la Revolución, bajo la bandera antirreeleccionista, no tiene mayor peso; sin embargo, cuando surgió el zapatismo adquirió rápidamente simpatizantes. Los cambios significativos en la mixteca se iniciaron con la aplicación de los programas revolucionarios: muchos pueblos lograron el reconocimiento de sus bienes comunales; en el campo de la educación se introdujo la escuela rural.

### México Contemporáneo
En la mixteca se iniciaron la composición de sus caminos, y se inició un esplendor cultural nuevamente con la llegada de nuevos artistas.
José López Alavés. En 1917 compuso "La Canción Mixteca". En un humilde cuarto de la Casa del Estudiante de la Plaza del Carmen; sin duda alguna, la más popular tanto nacional como internacionalmente. Esta canción triunfó en el Primer Concurso de canciones Mexicanas, organizado por el periódico El Universal en 1918.
Pero en si, en esta época surge el bailable que identificara a la región en un plano Internacional y Nacional: el Jarabe Mixteco. Fue terminado en 1922 misma fecha en que se empezó a bailar en forma ocasional, pero no fue sino hasta 1929 en que se bailó en palacio de bellas artes, y en 1934 se bailó en lo que se llamó el “Homenaje Racial” (hoy Guelaguetza).
Por su parte Don Antonio Martínez Corro, que era estudiante de música, conoció y ensambló El Jarabe inicial, El Palomo, Chandee, Oaxacado, Toro y el jarabe final para crear lo que llamó “Jarabe Mixteco”, y también diseñó el vestuario que comprende: la manta, el bordado, huaraches, sombrero, las trenzas en el cabello de las mujeres, listones, rebozos, collares de colores y el gabán.
En la actualidad se libra una lucha por mantener los valores vigentes y por recuperar los que se ha ido perdiendo; cuentan con el apoyo del gobierno para trabajar en el desarrollo de la región, incorporando a los programas formas de organización tradicionales.
Los mixtecos han emigrado a los Estados Unidos, para reivindicar sus derechos laborales, civiles y humanos; sin embargo, estos no trascienden la frontera. Han destacado ciertas organizaciones de migrantes mixtecos que trabajan como jornaleros agrícolas y comerciantes ambulantes en Baja California.
Aunque la mixteca cuenta con un desarrollo cultural enorme, es actualmente la región más marginada del estado. 
La UTM (Universidad Tecnológica de la Mixteca) Inició operaciones en febrero de 1990, pero no fue hasta el 22 de febrero de 1991 cuando fue formalmente inaugurada, contando con la presencia del Presidente de México Carlos Salinas de Gortari, el presidente de Costa Rica Rafael Ángel Calderón Fournier, el gobernador de Oaxaca Heladio Ramírez López y el Secretario de Educación Pública Manuel Bartlett Díaz. Es hoy en día la mayor institución universitaria de la región.
Actualmente se habla de una diáspora de este pueblo. La Comisión Nacional para el Desarrollo de los Pueblos Indígenas (CDI) de México calculaba que en 1995 habitan alrededor de 720 mil miembros de la etnia mixteca en el país, aunque no todos dominan la lengua nativa (criterio que en los censos mexicanos se emplea para medir las poblaciones étnicas). A ellos hay que agregar una importante cantidad —sobre la que no existen demasiados datos— de mixtecos que han salido del país hacia los Estados Unidos. En la actualidad, hay importantes comunidades de mixtecos en la Ciudad de México, Sonora y Baja California, sitios que se encuentran a cientos o miles de kilómetros del territorio étnico tradicional.